# Roberto De Paolis
Roberto De Paolis (Roma, 1980) è un regista e fotografo italiano.

## Biografia
Studia nella sua città natale e dopo il diploma liceale si trasferisce a Londra per frequentare la London Film School. Rientrato in Italia intraprende la carriera di fotografo, frequenta corsi di recitazione e si avvicina al cinema, prima come attore secondario e infine debuttando come regista cinematografico nel 2017 con Cuori puri, pellicola con cui ottiene riconoscimenti a livello nazionale ed internazionale.

## Filmografia

### Attore
- Movimenti, regia di Claudio Fausti e Serafino Murri (2004)

### Regista
- Cuori puri (2017)
- Princess (2022)

## Riconoscimenti
Festival di Cannes
- 2017: – Candidatura alla Caméra d'or per Cuori puri

David di Donatello
- 2018: – Candidatura a miglior regista esordiente per Cuori puri

Festival del Cinema Europeo
- 2018: - Premio Mario Verdone per Cuori puri

Nastro d'argento
- 2017: – Candidatura a miglior regista esordiente per Cuori puri

Ciak d'oro
- 2018: Migliore opera prima per Cuori puri[2]

Munich Film Festival
- 2017: – Premio del futuro per Cuori puri